# ميشائيل جاردافيسكي
ميشائيل جاردافيسكي (بالألمانية: Michael Gardawski) (25 سبتمبر 1990 بكولونيا في ألمانيا - ) هو لاعب كرة قدم ألماني في مركز الوسط. شارك مع منتخب ألمانيا تحت 16 سنة لكرة القدم ومنتخب ألمانيا تحت 17 سنة لكرة القدم. أما مع النوادي، فقد لعب مع كارل زايس يينا ونادي دويسبورغ ونادي كولن وهانزا روستوك وفي إف بي شتوتغارت الثاني ونادي كولن 2 ‏ ونادي أوسنابروك وأم أس في دويسبورغ II ‏ ونادي فيكتوريا كولن.

## وصلات خارجية
- ميشائيل جاردافيسكي على موقع قاعدة بيانات كرة القدم.إي يو (الإنجليزية)
- ميشائيل جاردافيسكي على موقع بيانات كرة القدم. دي إي (الألمانية)
- ميشائيل جاردافيسكي على موقع Soccerway.com (الإنجليزية)
- ميشائيل جاردافيسكي على موقع عالم كرة القدم.نت (الإنجليزية)